# Trespics
|  | No s'ha de confondre amb el Tres Pics, cim del Pallars Sobirà. |

El Trespics és una muntanya de 2.529 metres que es troba entre els municipis de Queralbs i de Vilallonga de Ter, a la comarca catalana del Ripollès. Dona nom al coll de Trespics, que el separa del puig de Fontlletera.